# Mitry-Mory
Pour les articles homonymes, voir Mitry et Mory.
Mitry-Mory est une commune française située dans le département de Seine-et-Marne, en région Île-de-France, limitrophe du département de la Seine-Saint-Denis.

## Géographie

### Localisation
La commune est située à environ 25 km au nord-est de Paris tout près de l'aéroport Paris-Charles-de-Gaulle dont une partie des pistes se trouvent sur le territoire de la commune.
Commune de la banlieue nord-est de Paris, elle se trouve dans son aire d'attraction, dans son unité urbaine et dans son bassin de vie, ainsi que dans la zone d'emploi de Roissy.

### Communes limitrophes
Les communes limitrophes sont Villeparisis, Tremblay-en-France, Claye-Souilly, Compans, Gressy et Le Mesnil-Amelot.
| Tremblay-en-France                     | Mesnil-Amelot | Thieux         |
| Tremblay-en-France (Seine-Saint-Denis) | Mitry-Mory    | Compans Gressy |
| Tremblay-en-France                     | Villeparisis  | Claye-Souilly  |

### Géologie et relief
La superficie de la commune est de 29,95 km2 ; son altitude varie de 53  à   106 mètres. 

### Hydrographie

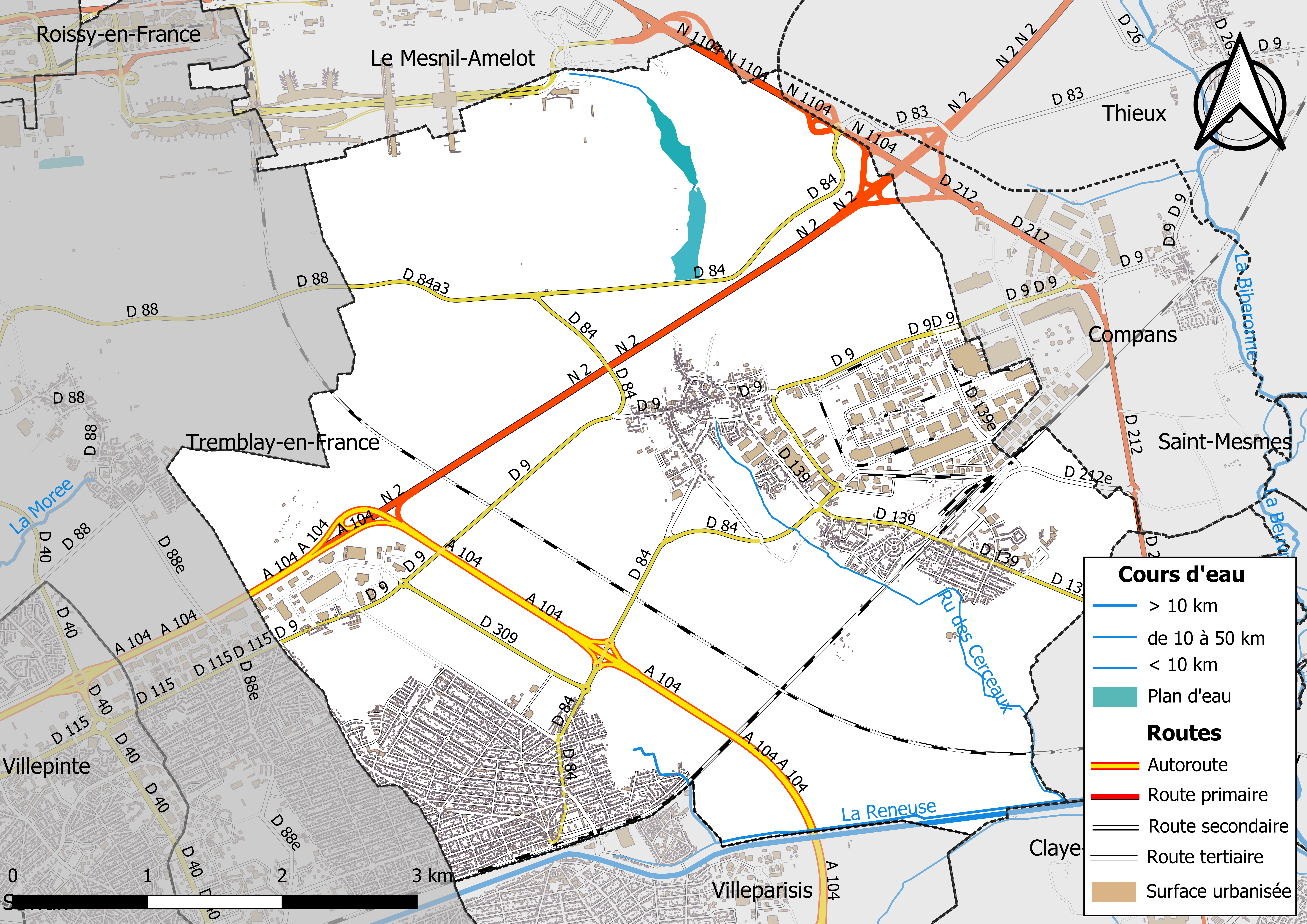
Carte des réseaux hydrographique et routier de Mitry-Mory.

Le système hydrographique de la commune se compose de quatre cours d'eau référencés :
- le canal de l'Ourcq, long de 96,6 km[2] ;
- la Reneuse (ou ruisseau la Reneuse), longue de 5,32 km[3], affluent de la Beuvronne ;
  - le ru des Cerceaux[4], affluent de la Reneuse, long de 4,59 km, y prend sa source ;
- le cours d'eau 01 des Grandes Vignes[5], long de 2,22 km.

La longueur linéaire globale des cours d'eau sur la commune est de 10,76 km.

### Climat
Pour des articles plus généraux, voir Climat de l'Île-de-France et Climat de Seine-et-Marne.
En 2010, le climat de la commune est de type climat océanique dégradé des plaines du Centre et du Nord, selon une étude du CNRS s'appuyant sur une série de données couvrant la période 1971-2000. En 2020, Météo-France publie une typologie des climats de la France métropolitaine dans laquelle la commune est exposée à un climat océanique altéré et est dans la région climatique Sud-ouest du bassin Parisien, caractérisée par une faible pluviométrie, notamment au printemps (120 à 150 mm) et un hiver froid (3,5 °C).
Pour la période 1971-2000, la température annuelle moyenne est de 11,2 °C, avec une amplitude thermique annuelle de 15,2 °C. Le cumul annuel moyen de précipitations est de 700 mm, avec 11 jours de précipitations en janvier et 8 jours en juillet. Pour la période 1991-2020, la température moyenne annuelle observée sur la station météorologique la plus proche, située sur la commune de Torcy à 15 km à vol d'oiseau, est de 12,1 °C et le cumul annuel moyen de précipitations est de 716,4 mm,. Pour l'avenir, les paramètres climatiques de la commune estimés pour 2050 selon différents scénarios d'émission de gaz à effet de serre sont consultables sur un site dédié publié par Météo-France en novembre 2022.

### Milieux naturels et biodiversité
Aucun espace naturel présentant un intérêt patrimonial n'est recensé en 2021 sur la commune dans l'inventaire national du patrimoine naturel,,.

## Urbanisme

### Typologie
Au 1er janvier 2024, Mitry-Mory est catégorisée grand centre urbain, selon la nouvelle grille communale de densité à sept niveaux définie par l'Insee en 2022.
Elle appartient à l'unité urbaine de Paris, une agglomération inter-départementale regroupant 407  communes, dont elle est une commune de la banlieue,,. 
Par ailleurs la commune fait partie de l'aire d'attraction de Paris, dont elle est une commune du pôle principal,. Cette aire regroupe 1 929 communes,.

### Occupation des sols

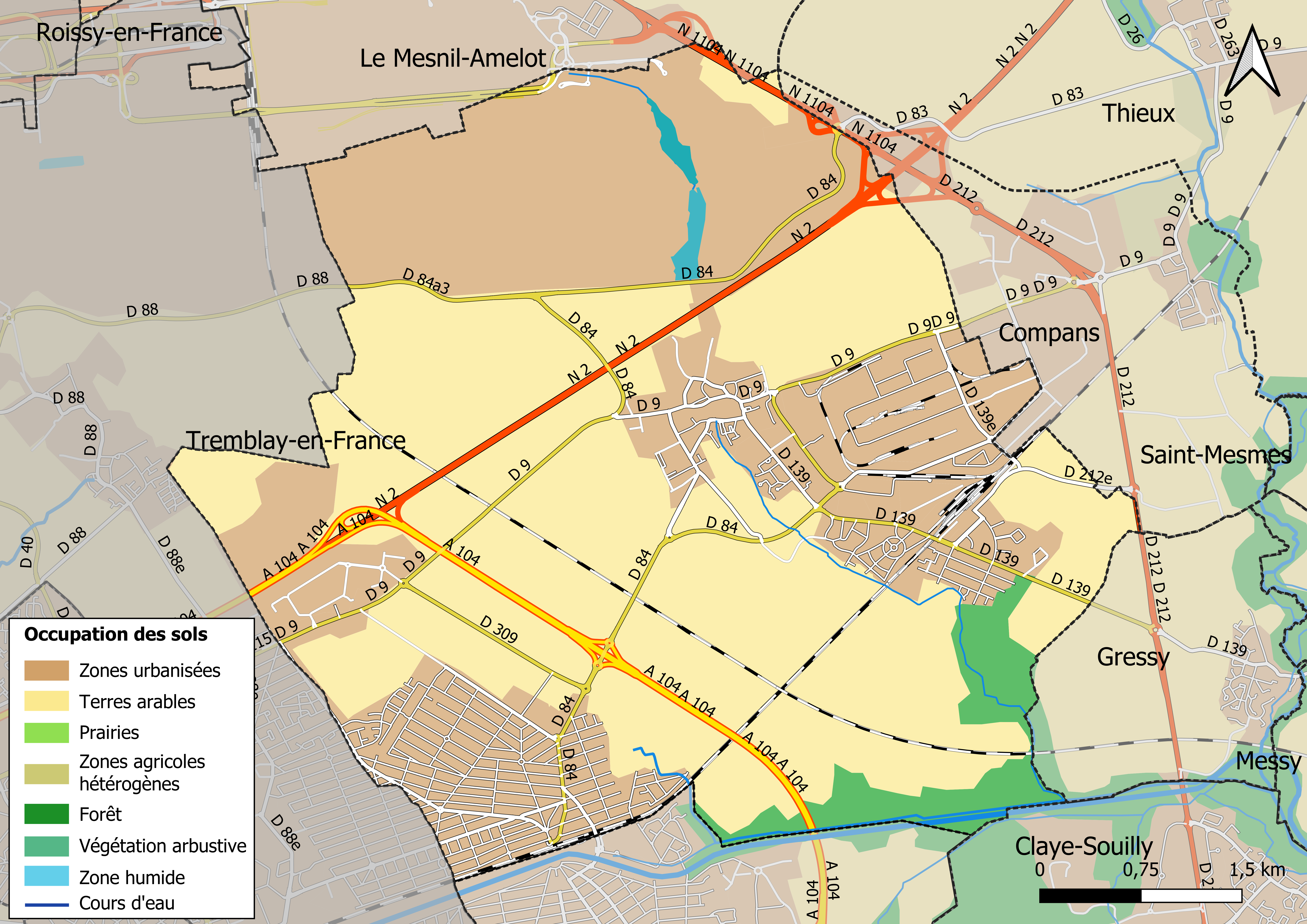
Carte des infrastructures et de l'occupation des sols de la commune en 2018 (CLC).

En 2018, le territoire de la commune se répartit en 51,6 % de terres arables, 29,4 % de zones industrielles commercialisées et réseaux de communication, 14,6 % de zones urbanisées, 4,3 % de forêts et < 0,5 % d’espaces verts artificialisés non agricoles,.

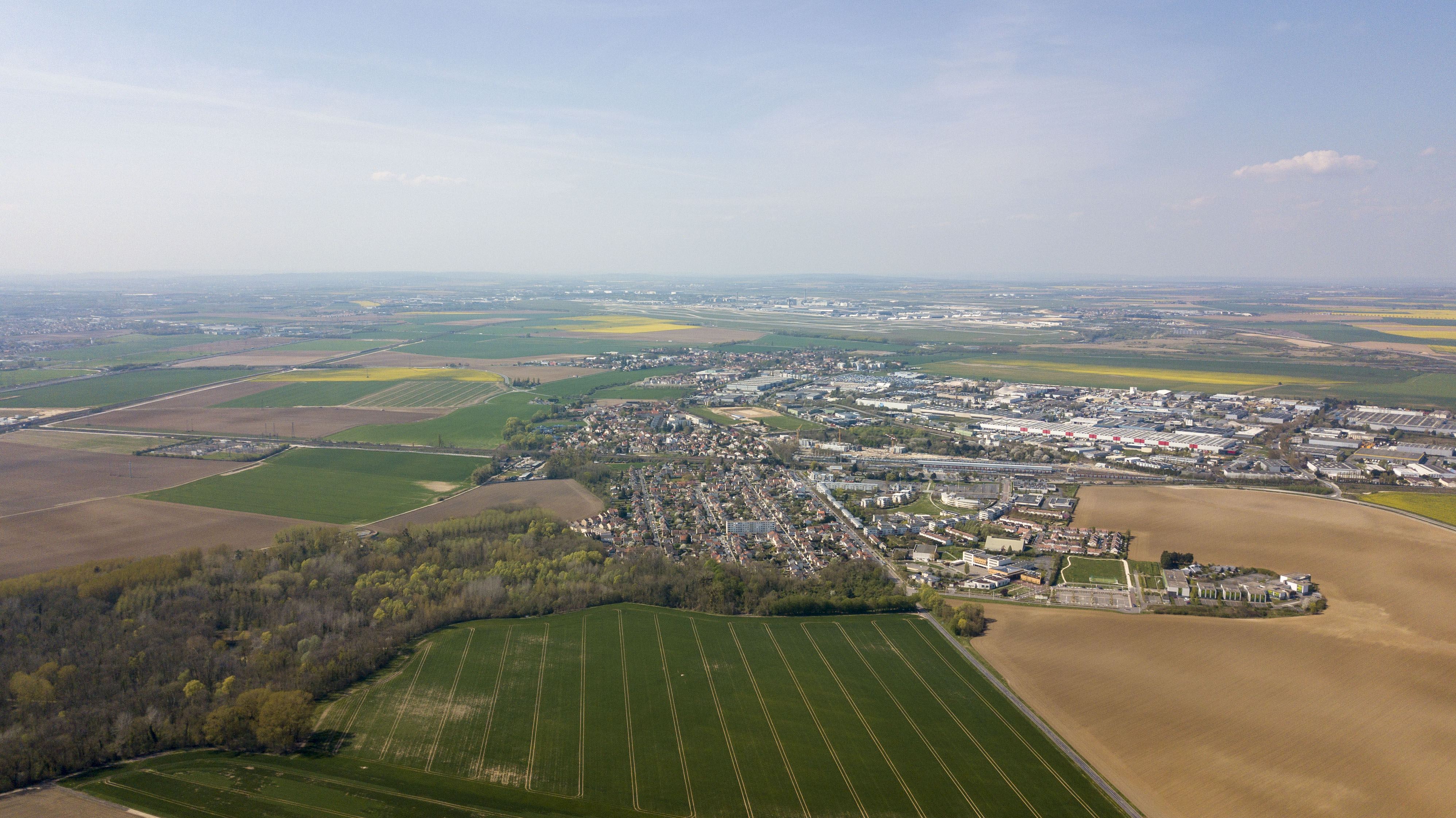
Vue aérienne de Mitry-Mory.
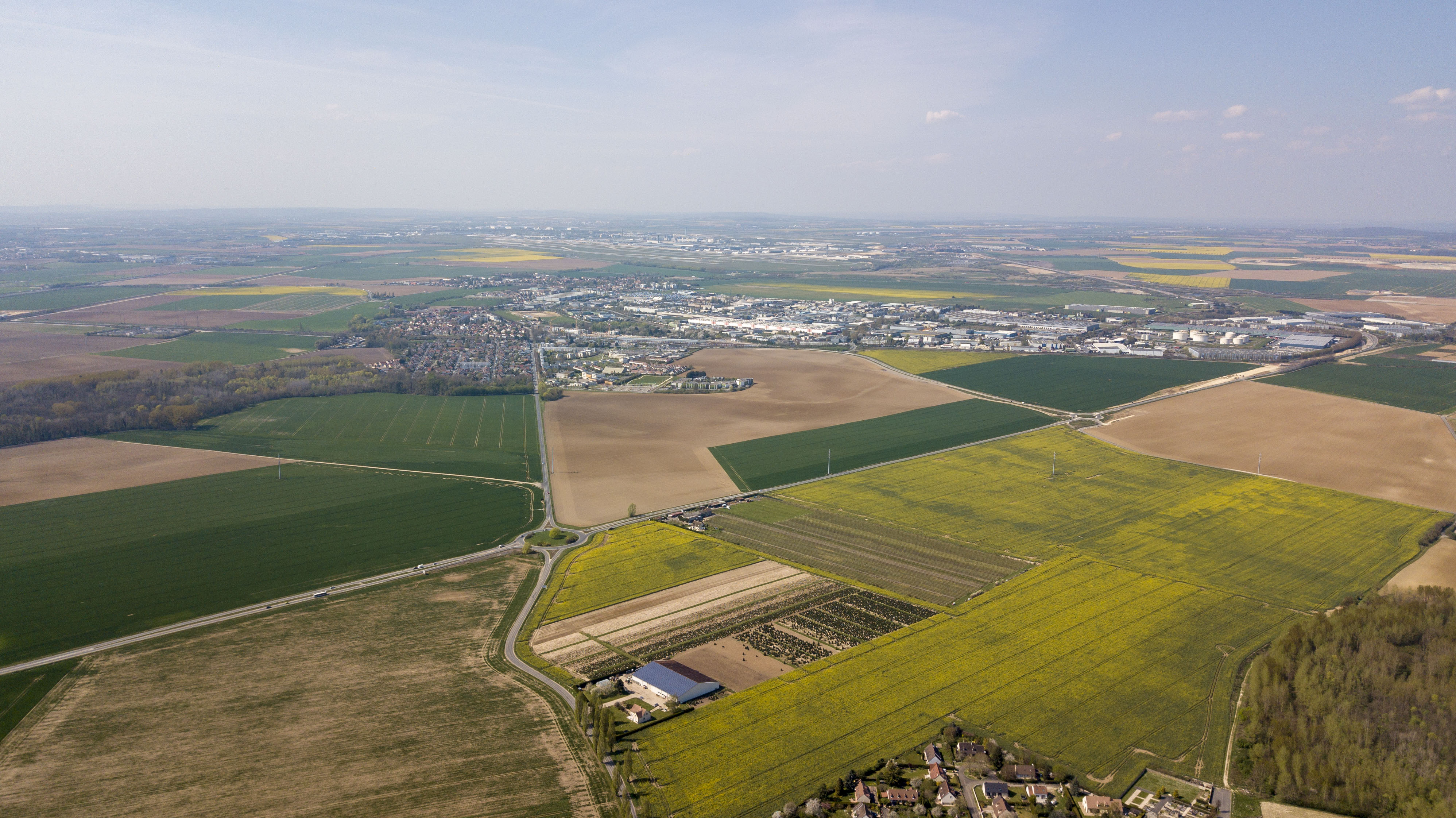
Vue aérienne Mitry-Mory et sa zone industrielle.

### Morphologie urbaine
Les zones d'habitations de la commune sont réparties sur trois secteurs discontinus :
- l'ancien village de Mitry, dit Mitry-Bourg ;
- l'ancien village de Mory et les Acacias, séparés l'un de l'autre par la ligne de RER ;
- Mitry-le-Neuf et la Villette-aux-Aulnes, séparés des deux autres secteurs par la plaine agricole, la ligne de TGV et l'autoroute A104 (Francilienne).

### Quartiers
- Mitry-Bourg : on y trouve la mairie, les maisons de quartier du Bourg et de la Briqueterie, L'Atelier-Espace arts plastiques, l'église Saint-Martin, les écoles Jean Moulin, Jacqueline Quatremaire, Anne-Claude Godeau et François Couperin, l'ancienne sucrerie, le centre sportif Jules Ladoumègue, le cimetière.
- L'ancien village de Mory : on y trouve l'ancienne école devenue Bourse du travail, la cité des Cheminots, l'ancienne cité en bois, le groupe scolaire Guy Môquet, la salle des Cheminots.
- La zone industrielle Mitry-Compans est à la limite nord de Mitry-Bourg et de Mory.
- Les Acacias : on y trouve la gare de Mitry - Claye, le lycée Honoré-de-Balzac, le collège Paul-Langevin, l'école Vincent Van-Gogh, la maison de quartier des Acacias, l'Ehpad Les Acacias, la chapelle Sainte Thérèse, l'église Adventiste. En bordure sud des Acacias, se trouve la zone humide du bois régional du Moulin-des-Marais classée en espace naturel sensible.
- Mitry-le-Neuf : c'est le « nouveau Mitry » ; il se situe à environ deux kilomètres et demi de Mitry-Bourg et est contigu avec les villes de Tremblay-en-France (quartier des Cottages) et de Villeparisis. On y trouve la gare de Villeparisis - Mitry-le-Neuf, la mairie annexe, le collège Erik-Satie, les écoles Frédéric Joliot Curie, Émile Zola, Noël Fraboulet, Henri Barbusse et Jean de La Fontaine, le gymnase Ostermeyer, les maisons de quartier l'Orangerie et Cusino, l'espace culturel et festif L'Atalante, le cinéma Concorde, la médiathèque Georges-Brassens, l’église Notre-Dame-des-Saints-Anges, le parc Maurice Thorez et le parc des Douves, le cimetière, la ZAC de la Reneuse (quartier qui a vu le jour début 2010) et la zone d'activité commerciale de la Villette aux Aulnes.

### Habitat et logement
En 2021, le nombre total de logements dans la commune était de 8 070, alors qu'il était de 7 689 en 2016 et de 7 249 en 2011. 
Parmi ces logements, 93,1 % étaient des résidences principales, 1,5 % des résidences secondaires et 5,3 % des logements vacants. Ces logements étaient pour 64,7 % d'entre eux des maisons individuelles et pour 35 % des appartements. 
Le tableau ci-dessous présente la typologie des logements à Mitry-Mory en 2021 en comparaison avec celle de Seine-et-Marne et de la France entière. Une caractéristique marquante du parc de logements est ainsi la faible proportion des résidences secondaires et logements occasionnels (1,5 %) par rapport au département (3,1 %) et à la France entière (9,7 %). 
| Typologie                                               | Mitry-Mory | Seine-et-Marne | France entière |
| ------------------------------------------------------- | ---------- | -------------- | -------------- |
| Résidences principales (en %)                           | 93,1       | 90,2           | 82,2           |
| Résidences secondaires et logements occasionnels (en %) | 1,5        | 3,1            | 9,7            |
| Logements vacants (en %)                                | 5,3        | 6,7            | 8,1            |

La commune respecte les obligations qui lui sont faites par l'article 55 de la loi SRU de disposer d'au moins 25 % de son parc de résidences principales constituées de logements sociaux.

### Voies de communication et transports

#### Transports en commun
La commune est desservie par deux gares de la ligne B du RER :

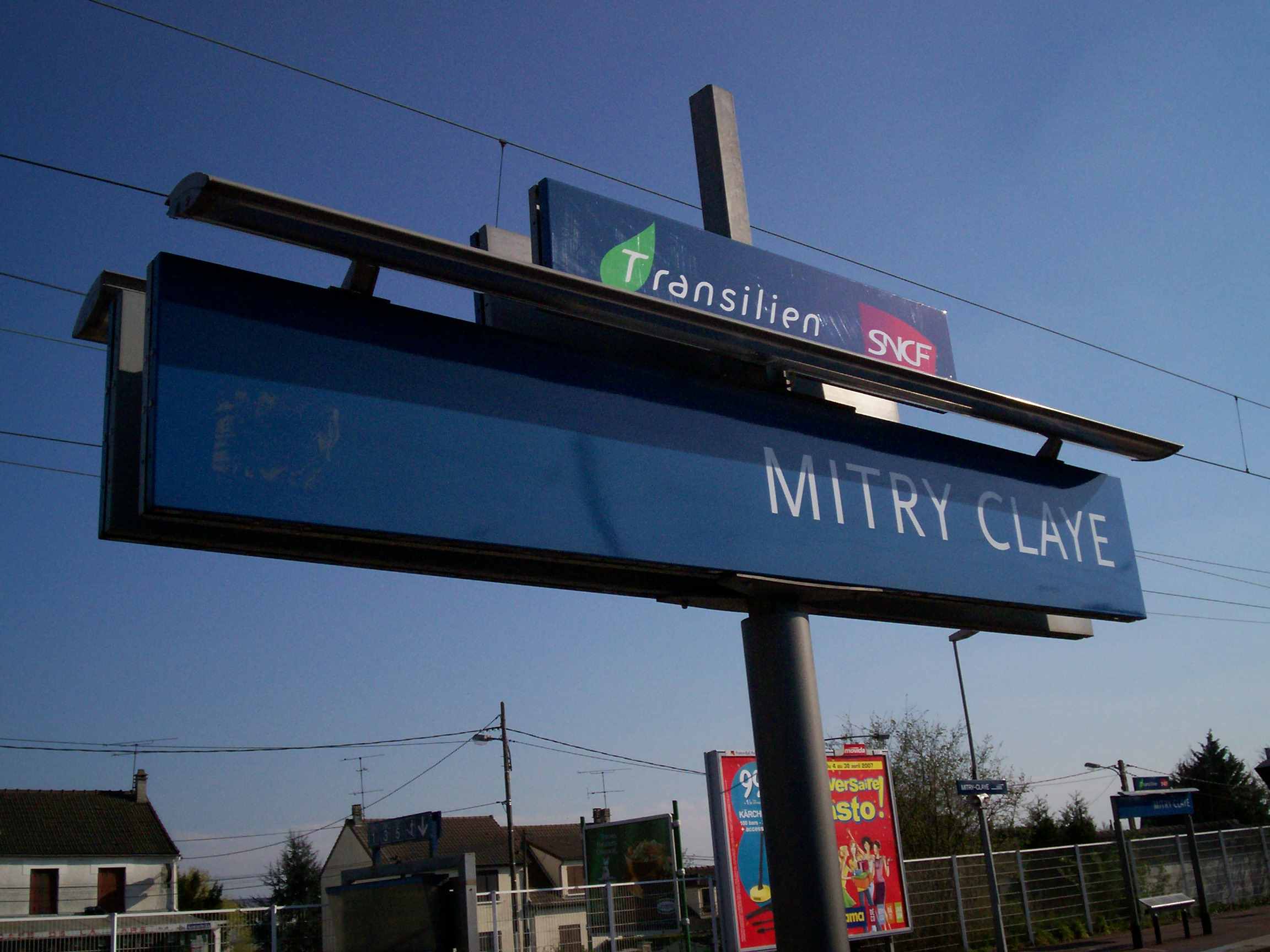
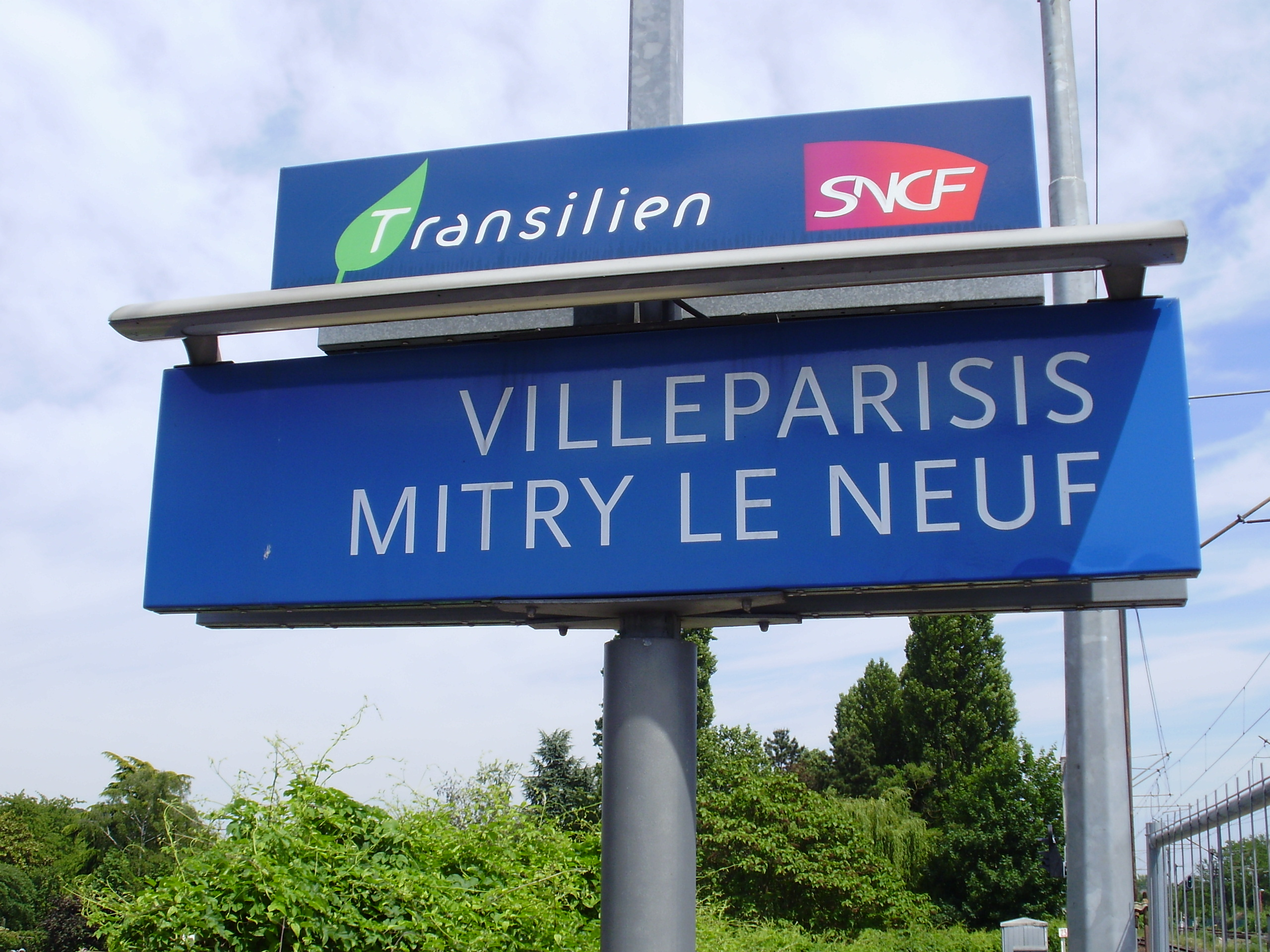

- la gare de Mitry - Claye, où se trouve un dépôt SNCF. Elle est également desservie par les trains de la ligne K du Transilien (Paris-Nord - Crépy-en-Valois) ainsi que par ceux du TER Picardie (Paris - Laon) et constitue le terminus d'une branche de la ligne B du RER ;
- la gare de Villeparisis - Mitry-le-Neuf, qu'elle partage avec la commune voisine de Villeparisis.

La commune est desservie par de nombreuses lignes des réseaux Réseau de bus Roissy Est.

### Risques naturels et technologiques
La commune est classée en zone de sismicité 1, correspondant à une sismicité très faible. L'altitude varie de 53 mètres à 106 mètres pour le point le plus haut, le centre du bourg se situant à environ 82 mètres d'altitude (mairie).

## Toponymie

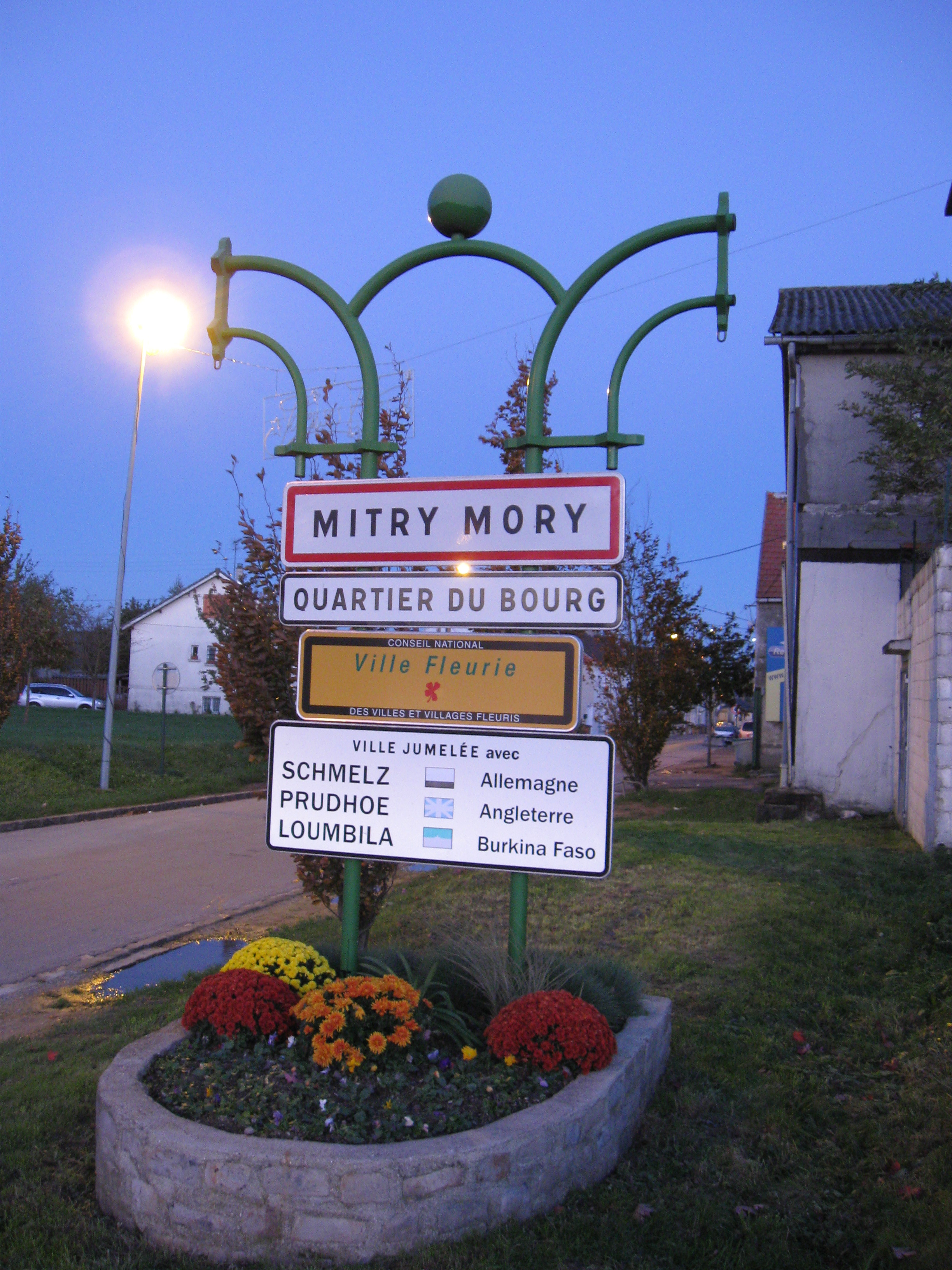
Une des entrées de Mitry-Mory, quartier du Bourg.

Sous l'ère gallo-romaine, le domaine de Mitry-Mory était occupé vraisemblablement par deux villages : Mintriacum et Mauracum, dont les noms ont évolué par la suite en Mitry et Mory.
Les deux communes ont été réunies par ordonnance du 8 mars 1839.

## Histoire

### Moyen Âge
Dès les XIIe et XIIIe siècles, Mitry est doté — sans doute par le Comte de Dammartin — d’une maladrerie à la sortie du village et d’un Hôtel-Dieu en son centre. 
Louis de Mory est condamné, en 1465, à être écartelé aux halles de Paris, pour avoir favorisé les Bourguignons; mais, par grâce, il est pendu.

### Temps modernes
En 1695, Louis XIV réunit les biens et revenus de la maladrerie et de l'Hôtel-Dieu pour fonder un hôpital. Bossuet, l'évêque du lieu,  lui-même vint y installer deux sœurs de la Charité en 1698. Elles devaient s’occuper des malades et instruire les petites filles pauvres. Elles gèrent l’école des filles jusqu’en 1904. Au XIXe siècle, cette fondation hospitalière deviendra bureau de bienfaisance. Les villages sont séparés jusqu'en 1839, naissance officielle de Mitry-Mory.
Durant les Guerres de Religion, les habitants d’alentour se réfugient à Bois-le-Vicomte  quand, en 1652, les mercenaires du duc de Lorraine sévissent dans la région. C’est également à Bois-le-Vicomte que les pasteurs calvinistes viennent prêcher au temps de la famille d’Hervart. Saccagé par les invasions de 1814 et 1815, le château est démoli.

Le château de Bois-le-Vicomte
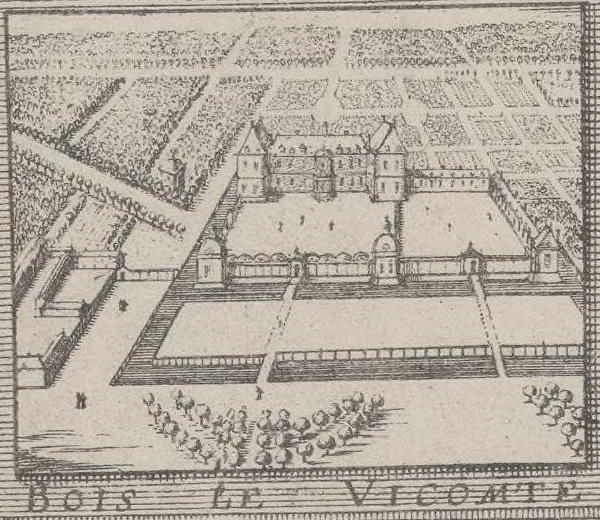
Le château vers 1652
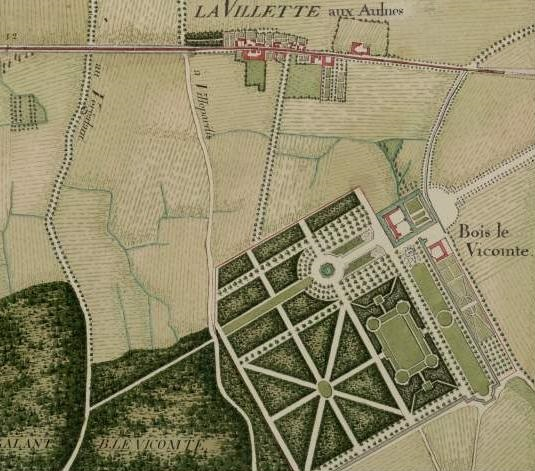
Le domaine au milieu du XVIIIe siècle

La vie à Mitry et à Mory est encore au XVIIIe siècle exclusivement conditionnée par la culture du blé et outre les artisans et les commerçants, leur population était faite d’ouvriers agricoles. 

### Révolution française et Empire
En 1790, sur les 1 330 habitants de Mitry, on comptait 594 pauvres et indigents.[réf. nécessaire]
La commune de Mitry, instituée par la Révolution française à partir des anciennes paroisses, abosorbe dès 1790-1794 celle de  La Vilette es Aulne.

### Époque contemporaine
En 1839 Mitry absorbe celle de Mory et prend le nom de Mitry-Mory. Elle totalise 1 478 habitants.
Avec l’installation d’un réseau routier auquel nous étions encore habitués en 1950, l’établissement de la ligne de chemin de fer Paris-Soissons (1861), l’édification de la fabrique de sucre (1864), la construction de la halte de Villeparisis (1883) et de l’école des garçons du Bourg (1883), Mitry-Mory s’achemine vers le XXe siècle.
La Première Guerre mondiale, pendant laquelle Mitry-Mory joue un rôle de base arrière, lui coûte soixante-dix de ses enfants. 
Dans l'entre-deux-guerres, commence la croissance urbaine, favorisée par la desserte en transports en commun. Un phénomène social est apparu : la construction de lotissements autour de la capitale. Mitry-le-Neuf et les Acacias naissent.
Pendant la Seconde Guerre mondiale et la collaboration active du gouvernement de Vichy, en 1941 et 1942 un grand nombre d'élus au conseil municipal de Mitry-Mory (communistes le plus souvent) sont arrêtés et déportés par le Convoi des 45000 en Allemagne, en Pologne (Auschwitz) ou internés dans les camps d'internement de France,. À la libération de la commune en septembre 1944, le PCF revient à la tête de la municipalité avec l'élection d'Albert Semat.

## Politique et administration

### Rattachements administratifs et électoraux

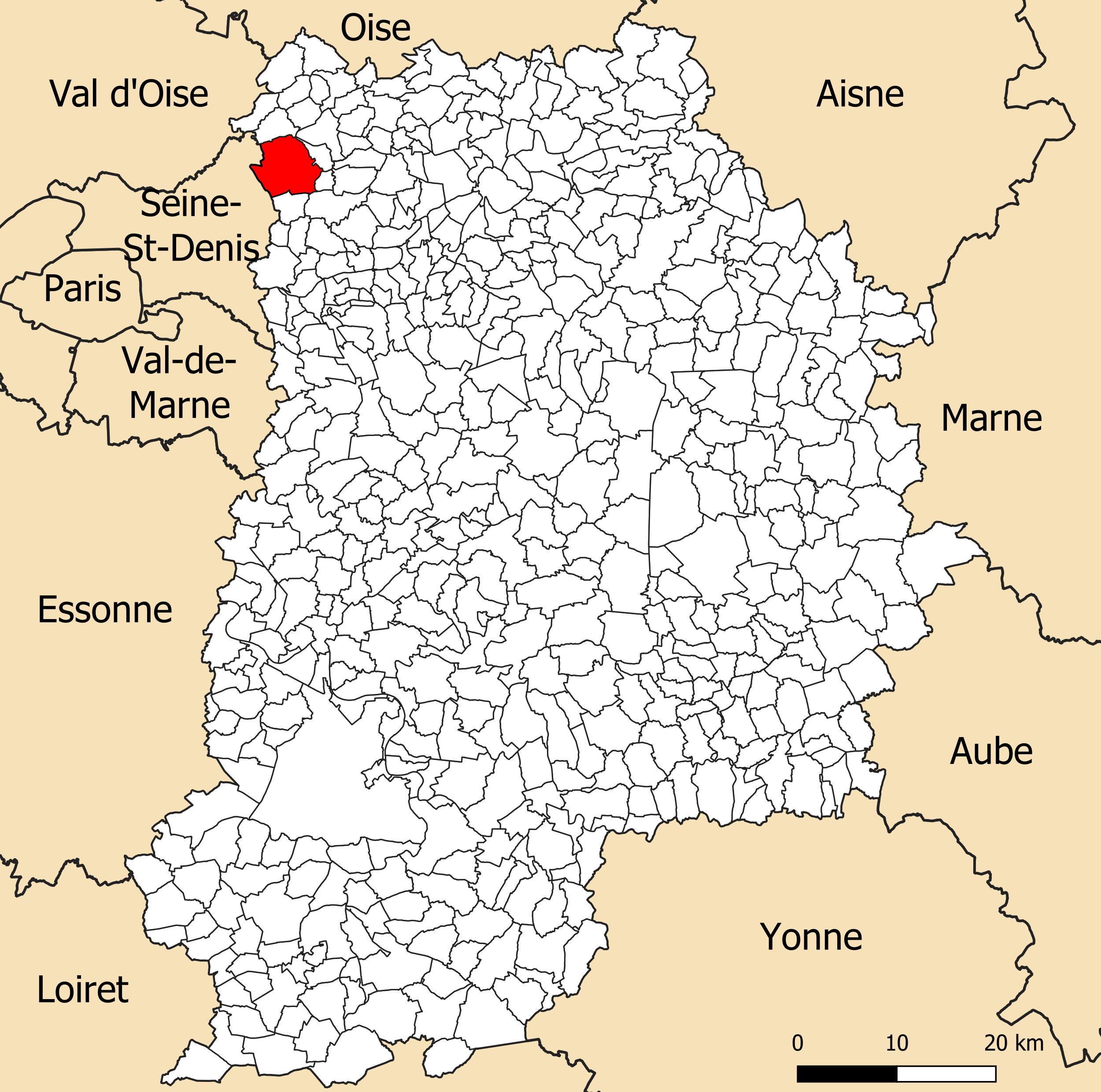
Position de la commune dans le département.

#### Rattachements administratifs
La commune se trouve dans l'arrondissement de Meaux du département de la Seine-et-Marne.
Elle faisait partie de 1793 à 1982 du canton de Claye-Souilly, année où la ville devient le chef-lieu du canton de Mitry-Mory. Dans le cadre du redécoupage cantonal de 2014 en France, cette circonscription administrative territoriale a disparu, et le canton n'est plus qu'une circonscription électorale.

#### Rattachements électoraux
Pour les élections départementales, la commune est  depuis 2014 le bureau centralisateur d'un nouveau canton de Mitry-Mory porté de 13 à 19 communes.
Pour l'élection des députés, elle fait partie de la septième circonscription de Seine-et-Marne.

### Intercommunalité
Mitry-Mory était membre depuis 2014 de la communauté de communes Plaines et Monts de France (CCPMF), un établissement public de coopération intercommunale (EPCI) à fiscalité propre créé en 2013 par la fusion de plusieurs intercommunalités, et auquel la commune avait transféré un certain nombre de ses compétences, dans les conditions déterminées par le code général des collectivités territoriales.
Toutefois, à la suite de l'adoption de la loi portant nouvelle organisation territoriale de la République (Loi NOTRe) du 7 août 2015 et compte tenu de la création de la métropole du Grand Paris, le schéma régional de coopération territoriale (SRCI) arrêté par le Préfet de la région Île-de-France le 4 mars 2015, puis amendé par la commission régionale de la coopération intercommunale, prévoyait la  création d'une importante intercommunalité autour de la zone aéroportuaire de Roissy, provenant de la fusion de deux communautés d’agglomération du Val-d’Oise ainsi que du rattachement de 17 des communes de CCPMF.
La création de cette structure intercommunale s'étendant sur le Val-d'Oise et la Seine-et-Marne est faite à la satisfaction de certaines communes, mais malgré l'opposition notamment de la communauté de communes Plaines et Monts de France, de ses communes membres ainsi que du conseil général du département de Seine-et-Marne, d'une part, et des communes d’Arnouville et de Garges-lès-Gonesse. L'opposition de la Seine-et-Marne est notamment liée au fait que ce sont les 17 communes les plus riches de  Plaines et Monts de France qui sont absorbées par Roissy Pays de France, dans le Val-d’Oise…
Malgré plusieurs procès, cette restructuration des intercommunalités est mise en œuvre, et Mitry-Mory intègre le 1er janvier 2016 la nouvelle communauté d'agglomération Roissy Pays de France, dont elle est désormais membre.

### Tendances politiques et résultats
Le 10 mai 1925, le premier conseil municipal présenté par le Parti communiste français est élu. Depuis cette date, la municipalité à direction communiste a été reconduite hormis pendant la Seconde Guerre mondiale, période où elle est décimée par les arrestations (déportations et internements) et remplacée par une délégation spéciale mise en place par les autorités de la collaboration,.
Au second tour des élections municipales de 2014 en Seine-et-Marne, la liste PS-PCF--EELV menée par la maire sortante Corinne Dupont obtient la majorité absolue des suffrages exprimés, avec 3 648 voix (52,81 %, 25 conseillers municipaux élus dont 4 communautaires), devançant de 389 voix celle UDI menée par Laurent Prugneau, qui a recueilli 3 259 voix (47,18 %, 8 conseillers municipaux élus dont 1 communautaire). La liste UMP du premier tour menée par Philippe Laloue ne s'est pas maintenue.
Lors de ce scrutin, 37,79 % des électeurs se sont abstenus
Au premier tour des élections municipales de 2020 en Seine-et-Marne, la liste d'union de la gauche (PCF, EELV, PS, G.s, FI) menée par la maire sortante Charlotte Blandiot-Faride — qui avait succédé à Corinne Dupont en avril 2015 après sa démission — obtient la majorité absolue des suffrages exprimés, avec 2 864 voix (59,07 %, 27 conseillers municipaux élus dont 4 communautaires), devançant très largement celles menées respectivement par : 

- Laurent Prugneau (MoDem & UDI, 1 621 voix, 33,43 %, 5 conseillers municipaux élus dont	1 communautaire) ; 

-  William Gallé (DVC, 363 voix, 7,48 %, 1 conseiller municipal élu).

Lors de ce scrutin marqué par la pandémie de Covid-19 en France, 56,94 % des électeurs se sont abstenus.

### Liste des maires
| Période                                  | Période                     | Identité                    | Étiquette | Qualité |
| ---------------------------------------- | --------------------------- | --------------------------- | --------- | --- |
| Les données manquantes sont à compléter. |                             |                             |           | |
| août 1787                                |                             | M. Claude Benoist           |           | |
| janvier 1789                             |                             | M. Morel                    |           | |
| octobre 1789                             |                             | Olivier Troisvallets        |           | |
| février 1790                             |                             | Louis Alexandre Soupplet    |           | |
| novembre 1791                            |                             | Jean-Pierre Collinet        |           | |
| décembre 1792                            |                             | Antoine Pourcelt            |           | |
| juillet 1800                             |                             | Louis-Alexandre Soupplet    |           | |
| février 1813                             |                             | Pierre-Antoine Magdelain    |           | |
| mai 1815                                 |                             | Jean-Antoine Giroust        |           | |
| décembre 1815                            |                             | Pierre Benoist              |           | |
| janvier 1816                             |                             | Georges Dardel              |           | |
| mai 1820                                 |                             | Pierre Magdelain            |           | |
| décembre 1823                            |                             | Alexandre Lecourt           |           | |
| octobre 1831                             |                             | Constant Boucher            |           | Propriétaire Conseiller d'arrondissement[réf. nécessaire]                                                                                         |
|                                          |                             | Pierre-Parfait Magdelain    |           | Conseiller d'arrondissement de Claye-Souilly (1852 → 1864)                                                                                        |
| juin 1849                                |                             | Xavier Champs               |           | |
| janvier 1854                             |                             | Pierre Magdelain            |           | |
| avril 1871                               |                             | M. Domage                   |           | |
| avril 1871                               |                             | M. Millon                   |           | |
| 1872                                     |                             | Émile Tartier               |           | |
| 1878                                     |                             | Claude François Pasteur     |           | |
| 1887                                     |                             | Émile Tartier               |           | |
| 1904                                     |                             | M. Nitzel                   |           | |
| octobre 1911                             |                             | Paul-Charles Le Coursonnois |           | Fermier de la ferme des " Filles-Dieu " à la Villette-aux-Aulnes.                                                                                 |
| mai 1912                                 |                             | Gustave Legendre            |           | Industriel de la charpente métallique installé au Bourg                                                                                           |
| décembre 1919                            |                             | Marius Roussel              |           | Commerçant |
| septembre 1922                           | novembre 1922               | Émile Nitzel                |           | Mandat écourté par la dissolution du conseil municipal                                                                                            |
| novembre 1922                            | novembre 1923               | Émile Nitzel                |           | Démissionnaire à la suite de son déménagement Président de la délégation spéciale jusqu'à son élection comme maire en novembre 1922               |
| décembre 1923                            | janvier 1924                | Auguste Martin              |           | Rentier Mort en fonction |
| février 1924                             |                             | M. Deshayes                 |           | Rentier |
| 1925                                     | 1939                        | Marcel Chevremont,          | PCF       | Ouvrier puis patron treillageur Conseiller général de Claye-Souilly (1928 → 1940) Révoqué à la suite du décret Daladier Déporté                   |
| 1939                                     | mars 1940                   | Fernand Decourt,            |           | Médecin, syndicaliste médical Président de la délégation spéciale                                                                                 |
| mars 1940                                | mars 1941                   | Arsène Legendre             |           | Président de la délégation spéciale |
| mars 1941                                |                             | Raoul Vermont               |           | Garagiste Président de la délégation spéciale |
| octobre 1944                             |                             | Charles Dubois              |           | Président du comité local de libération |
| avril 1945                               | 1950                        | Albert Semat                | PCF       | Démissionnaire |
| 1950                                     | mars 1971                   | André Carrez                | PCF       | Déporté Conseiller général de Claye-Souilly (1958 → 1976)                                                                                         |
| mars 1971                                | 1991                        | Noël Fraboulet              | PCF,      | Contrôleur de route retraité SNCF, stndicaliste Conseiller général de Claye-Souilly (1976 → 1982) puis de Mitry-Mory (1982 → 1994) Démissionnaire |
| 1991                                     | juin 2005                   | Jean-Pierre Bontoux         | PCF       | Conseiller général de Mitry-Mory (1994 → 2015) Démissionnaire                                                                                     |
| juin 2005                                | avril 2015                  | Corinne Dupont              | PCF       | Secrétaire Démissionnaire |
| avril 2015                               | En cours (au 17 avril 2025) | Charlotte Blandiot-Faride   | PCF       | Conseillère régionale (2010 → 2015) Vice-présidente de la CA Roissy Pays de France (2016 →) Réélue pour le mandat 2020-2026                       |

### Jumelages

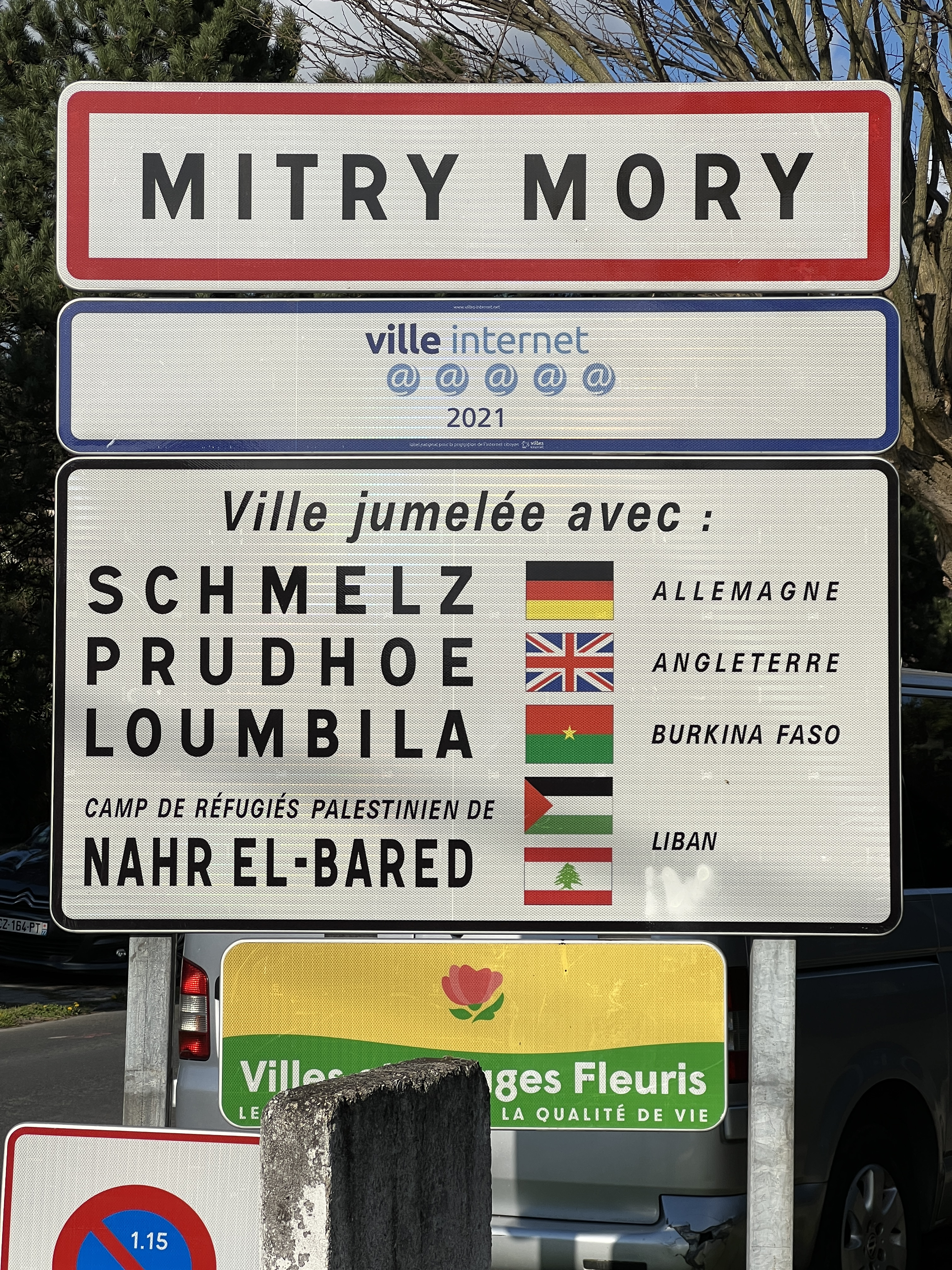

- Prudhoe (Grande-Bretagne) ; la charte de jumelage a été signée le 11 avril 1982.
- Schmelz (Allemagne) ; la charte de jumelage a été signée le 18 octobre 1981.
- Loumbila (Burkina Faso) ; la charte de jumelage a été signée en juin 2000 à Mitry et en novembre 2001 à Loumbila.

## Équipements et services publics

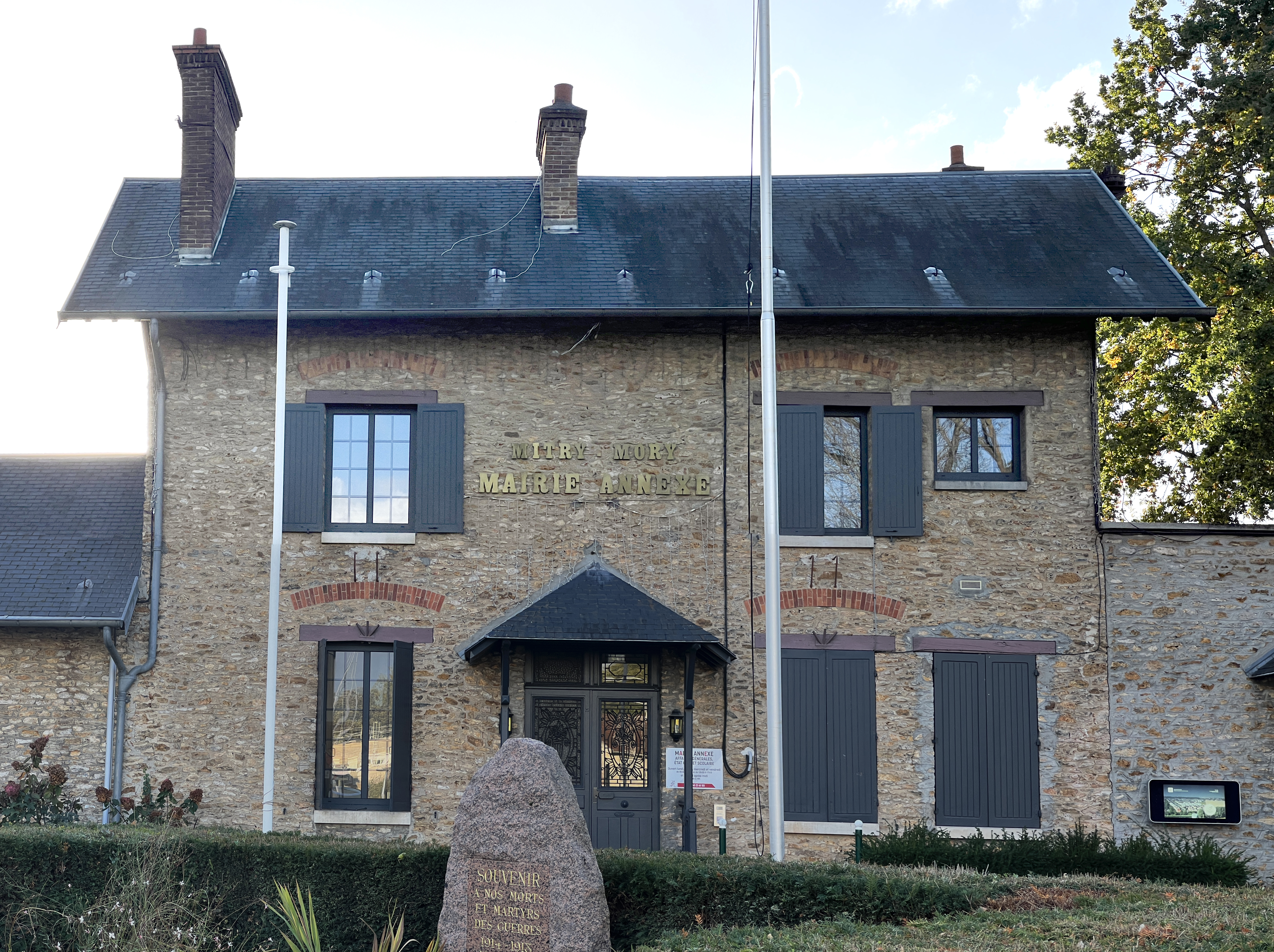
La mairie-annexe de Mitry-Neuf.

### Equipements culturels
La commune compte un atelier-espace arts plastiques situé dans le quartier du Bourg. Il y reçoit des expositions temporaires d'artistes professionnels et en fin d'année, rassemble les œuvres des élèves inscrits dans ses différents cours (sculpture, dessin, peinture, BD, etc).
Par ailleurs, L'Atalante, dans le quartier de Mitry le Neuf, propose à tous les âges des activités artistiques et des activités de loisirs telles que la danse, le théâtre, l'éveil corporel, l'anglais, la gym, la musique etc. Une saison de spectacles y est programmée.
La médiathèque Georges-Brassens (1 244 m2) contient plus de 50 000 ouvrages, 5 000 cd et près de 2 000 dvd. Un bibliobus (la bibliothèque à roulettes) sillonne les quartiers, aux sorties des écoles, dans la zone industrielle et autres arrêts.

### Equipements sportifs
Les équipements sportifs notables sont :
- stade Jules-Ladoumègue, rue d'Estienne-d'Orves à Mitry-Bourg : football (deux terrains), athlétisme, tennis (trois courts, un couvert) ;
- terrains de sport Guy-Moquet, rue du 8-Mai-1945 : rugby, football, football américain ;
- gymnase Jean-Guimier, route de Claye à Mory : deux gymnases (deux grandes salles et deux salles annexes), un plateau d'évolution complexe sportif ;
- salle Jean-Jaurès à Mitry-le-Neuf ;
- salle polyvalente Maurice-Thorez, rue de Valenciennes à Mitry-le-Neuf ;
- salle polyvalente du stade Jules-Ladoumègue à Mitry-Bourg : tennis, école des sports, sport scolaire ;
- gymnase Micheline-Ostermeyer à Mitry-le-Neuf ;
- piscine dans le quartier du Bourg ;
- City Stade à la Reneuse et aux Acacias.

## Population et société

### Démographie
L'évolution du nombre d'habitants est connue à travers les recensements de la population effectués dans la commune depuis 1793. Pour les communes de plus de 10 000 habitants les recensements ont lieu chaque année à la suite d'une enquête par sondage auprès d'un échantillon d'adresses représentant 8 % de leurs logements, contrairement aux autres communes qui ont un recensement réel tous les cinq ans,.

En 2022, la commune comptait 20 393 habitants, en évolution de +2,42 % par rapport à 2016 (Seine-et-Marne : +3,92 %, France hors Mayotte : +2,11 %).
| 1793  | 1800  | 1806  | 1821  | 1831  | 1836  | 1841  | 1846  | 1851  |
| ----- | ----- | ----- | ----- | ----- | ----- | ----- | ----- | ----- |
| 1 352 | 1 235 | 1 374 | 1 309 | 1 383 | 1 341 | 1 478 | 1 448 | 1 509 |

| 1856  | 1861  | 1866  | 1872  | 1876  | 1881  | 1886  | 1891  | 1896  |
| ----- | ----- | ----- | ----- | ----- | ----- | ----- | ----- | ----- |
| 1 468 | 1 580 | 1 864 | 1 702 | 1 820 | 1 823 | 1 858 | 1 823 | 1 750 |

| 1901  | 1906  | 1911  | 1921  | 1926  | 1931  | 1936  | 1946  | 1954  |
| ----- | ----- | ----- | ----- | ----- | ----- | ----- | ----- | ----- |
| 1 758 | 1 836 | 1 874 | 2 248 | 4 343 | 6 058 | 7 148 | 7 007 | 8 697 |

| 1962   | 1968   | 1975   | 1982   | 1990   | 1999   | 2006   | 2011   | 2016   |
| ------ | ------ | ------ | ------ | ------ | ------ | ------ | ------ | ------ |
| 11 352 | 13 122 | 13 741 | 12 731 | 15 205 | 16 869 | 17 903 | 18 828 | 19 911 |

| 2021   | 2022   | - | - | - | - | - | - | - |
| ------ | ------ | - | - | - | - | - | - | - |
| 20 627 | 20 393 | - | - | - | - | - | - | - |

### Manifestations culturelles et festivités
En juin, se déroule une fête de ville dans le parc de la mairie (quartier du Bourg) ; on y trouve de nombreux spectacles et animations ainsi qu'un concert en soirée.
L'été, dans les maisons de quartiers et les parcs de la ville, des rendez-vous et des sorties sont organisées pour les familles mitryennes et depuis 2010, le service culturel conçoit une programmation de spectacles dans les jardins des Mitryens (Scènes de ménage au jardin).

### Sports et loisirs
La municipalité administre différents équipements sportifs et travaille en partenariat avec le monde sportif et associatif de la commune. Elle aide les associations financièrement, et leur met gratuitement à disposition des locaux afin de leur permettre de mener à bien leurs propres activités, qu’elles soient sportives (tournoi, compétition), ou festives (gala, fête de fin d’année). Pour inciter les jeunes à la pratique sportive, la municipalité a mis en place le ticket sport : chaque habitant de six à vingt-et-un bénéficie, lors de son inscription à une association, d’une participation financière de la municipalité versée directement à l’association.
L’école municipale d’initiation sportive, l’EMIS, a été conçue afin que tous les enfants de six à onze ans puissent s’initier et découvrir différentes activités sportives.
Aujourd’hui[Quand ?], plus de 3 300 Mitryens pratiquent une activité sportive.

## Économie

### Revenus de la population et fiscalité
En 2017, le nombre de ménages fiscaux de la commune était de 7 236 (dont 59 % imposés), représentant 20 323 personnes et la  médiane du revenu disponible par unité de consommation  de 22 810 euros.

### Emploi
En 2017, le nombre total d’emplois dans la zone était de 9 559, occupant 8 457 actifs résidants.
Le taux d'activité de la population (actifs ayant un emploi) âgée de 15 à 64 ans s'élevait à  64,9 % contre un taux de chômage de 9,6 %.
Les 24,2 % d’inactifs se répartissent de la façon suivante : 11,6 % d’étudiants et stagiaires non rémunérés, 4,7 % de retraités ou préretraités et 7,9 % pour les autres inactifs.

### Entreprises et commerces
En 2015, le nombre d'établissements actifs était de 1 436 dont 11 dans l'agriculture-sylviculture-pêche, 85 dans l’industrie, 231 dans la construction, 960 dans le commerce-transports-services divers et 149  étaient relatifs au secteur administratif.
Ces établissements ont pourvu 8 422 postes salariés.
Il existe deux zones d'activités à Mitry-Mory :
- la zone d'activité de la Villette-aux-Aulnes, où sont notamment imprimés des journaux comme L'Équipe ;
- la zone industrielle de Mitry-Compans, qui accueille des entreprises comme Darty, Messer France ou Air liquide.

Les postes électriques EDF-RTE de Sausset (400-225 kV) et Mitry-Mory (225-63 kV) sont situés sur le territoire de la commune.

## Culture locale et patrimoine

### Lieux et monuments
L'église Saint-Martin, dans le quartier de Mitry-Bourg, construite lors des XVIe et XVIIe siècles, et agrandie au XVIIIe siècle fait l’objet d’un classement au titre des monuments historiques. On peut y voir aussi un tableau classé au titre d'objet l'Adoration des mages de Gabriel-François Doyen. La construction de l'orgue, commencée en 1641, a pris dix ans. Il a été fabriqué par les facteurs Louis et Jehan de Hérman, considérés comme les plus habiles de leur époque. Il est classé au titre d'objet,.

L'église Saint-Martin
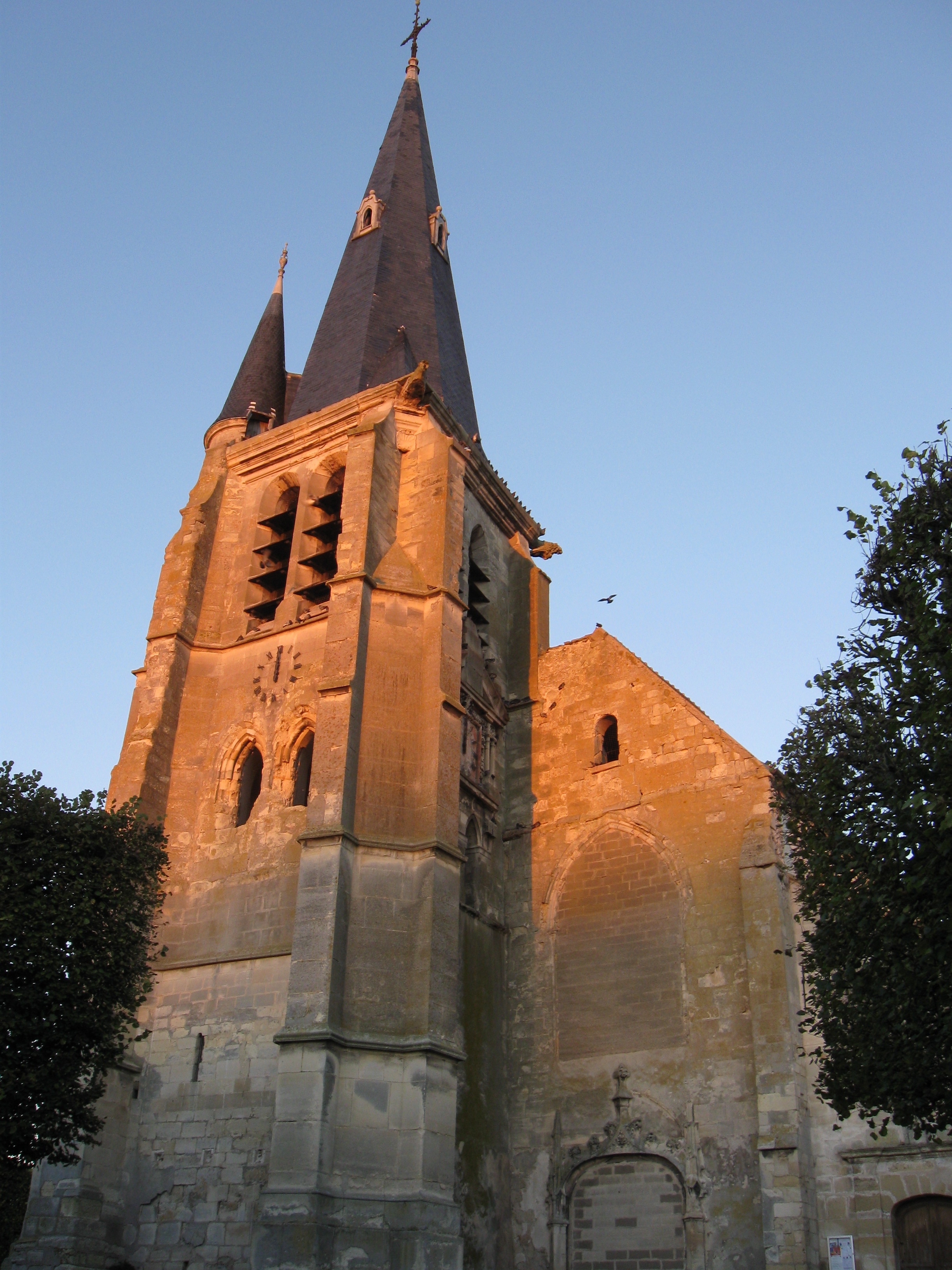
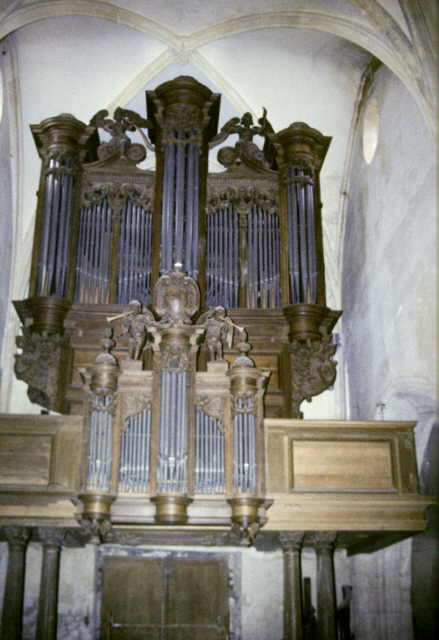
L'orgue
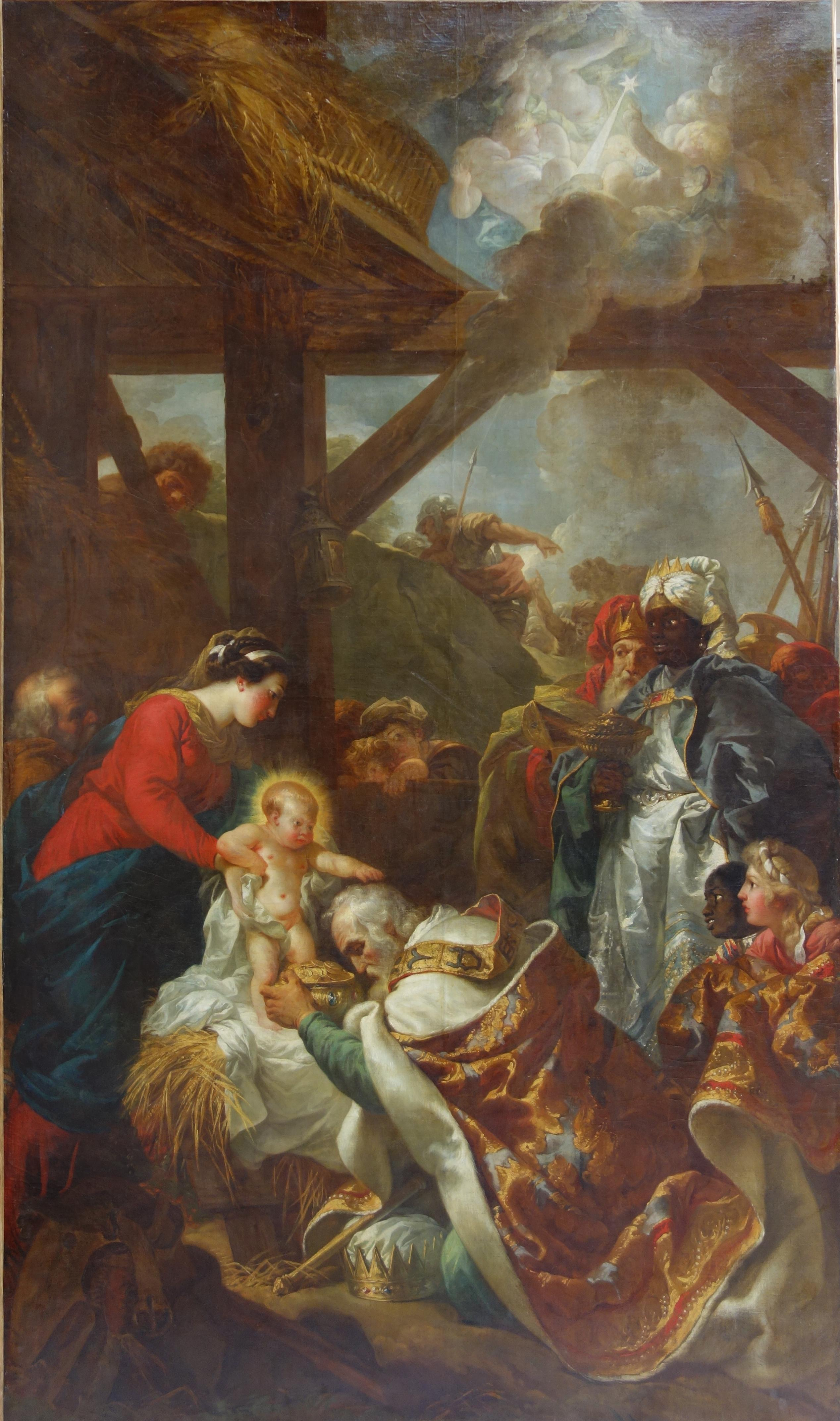
L'Adoration des Mages par Gabriel-François Doyen.

Le château de Bois-le-Vicomte, dans le sud-est de la commune, acquis par le cardinal de Richelieu en 1630, et démoli en 1815.
L'église Notre-Dame-Des-Saints-Anges, dans le quartier de Mitry-Le-Neuf, est construite à partir de mars 1932 ; elle est bénie en mai 1933 par Monseigneur Lamy. La paroisse est fondée en juillet 1935.
La chapelle Sainte-Thérèse, dans le quartier des Acacias, est construite en remplacement de la chapelle de la cité en bois (détruite depuis). Elle est bénie en 1971.

### Personnalités liées à la commune
- Maurice de Bus (1907-1963), sculpteur, y est né.
- Robert Marchand (1911-2021), cycliste amateur centenaire, y a résidé jusqu'à sa mort.
- Marie Béraud (1992), actrice, y a grandi.
- Jordan Ikoko (1994), footballeur, a été inscrit au club junior de 2002 à 2004.

### Héraldique, logotype et devise
| Blason de Mitry-Mory | Blason  | Coupé émanché, au premier d'une pièce et de deux demies d'or à la croix de Saint Lazare de sinople, au second de deux pièces de gueules à l'écusson d'argent chargé de trois chevrons aussi de gueules. |
| Blason de Mitry-Mory | Détails | Le statut officiel du blason reste à déterminer. |

## Pour approfondir